# 深裂茶藨子
深裂茶藨子（学名：Ribes tenue var. incisum）为虎耳草科茶藨子属下的一个变种。

## 扩展阅读
- 維基物種上的相關：深裂茶藨子